# Кастеллаваццо
Кастеллаваццо (итал. Castellavazzo) — коммуна в Италии, располагается в провинции Беллуно области Венеция.
Население составляет 1713 человека (2008 г.), плотность населения составляет 95 чел./км². Занимает площадь 18 км². Почтовый индекс — 32010. Телефонный код — 0437.
Покровителями коммуны почитаются святые мученики Кирик и Иулитта, празднование во второе воскресение июля.

## Демография
Динамика населения:

## Города-побратимы
- Побла-де-Сегур (Испания)

## Администрация коммуны
- Официальный сайт: https://web.archive.org/web/20060813090447/http://www.castellavazzo.bl.it/